# Caprica
Caprica ist eine US-amerikanische Fernsehserie. Sie ist ein Prequel der Science-Fiction-Serie Battlestar Galactica.

## Handlung
Die Serie spielt 58 Jahre vor den in Battlestar Galactica dargestellten Ereignissen. Ort der Handlung ist der Planet Caprica, eine von zwölf Kolonialwelten einer fiktiven menschlichen Zivilisation 150.000 Jahre vor unserer Gegenwart. Neben Familiendramen, Wirtschaftsintrigen und religiösen Spannungen schildert die Serie die Entwicklung der Zylonen, einer kybernetischen Lebensform, die ursprünglich als Kampfroboter entwickelt wurden und die sich später gegen ihre Erbauer auflehnen.

## Produktion
Die Serie wurde am 22. Januar 2010 zum ersten Mal vom US-Fernsehsender Syfy in der Saison 2009/10 ausgestrahlt. Für die erste Staffel wurden 18 Folgen produziert. Bis zum 26. März 2010 wurden der Pilotfilm und acht weitere Folgen ausgestrahlt. Weitere vier Folgen wurden ab dem 5. Oktober 2010 ausgestrahlt. Ende Oktober setzte Syfy Caprica aufgrund mangelnder Zuschauerzahlen ab, die noch nicht ausgestrahlten letzten fünf Folgen wurden am 4. Januar 2011 als 5-stündiges Special hintereinander gezeigt. Als Problempunkt der Serie gilt, dass die Battlestar-Galactica-Fans nicht von Caprica überzeugt werden konnten. Der kanadische Fernsehsender Space, auf dem die Folgen parallel zu Syfy ausgestrahlt wurden, folgte jedoch dem ursprünglichen Sendeplan und zeigte auch die letzten Folgen zu den angekündigten Terminen.
Zu Beginn der offiziellen Ausstrahlung erschien ein leicht veränderter Pilotfilm auf Syfy, der vor allem um aufwändige visuelle Effekte erweitert und in dem erotische Szenen entschärft wurden.
Die deutsche Free-TV-Premiere fand ab dem 12. Juni 2014 auf Tele 5 statt.

### Erzählstil
Caprica behält einen ähnlichen Erzählstil bei wie bei der Mutterserie Battlestar Galactica selbst. Die Geschichte ist dabei jedoch weniger actionorientiert und widmet sich vor allem dem Charakterdrama und der detaillierten Darstellung einer Science-Fiction-Welt. Außerdem geht es im Umfeld der Familie Adama zum Teil um eine Mafia-Geschichte im Stil des Films Der Pate und generell um gesellschaftliche Tabus.

### Design
Auffällig ist das Produktionsdesign der Serie. Wie schon bei Battlestar Galactica werden fortgeschrittene Technik (wie interplanetarer Verkehr und eine vernetzte Gesellschaft) mit gewissen „altmodischen“ Stilelementen vermischt: Bekleidung und der Baustil öffentlicher Gebäude scheint stark vom Stil der 1930er bis 1950er Jahre beeinflusst. Auch die Luftfahrt (Zeppeline) und der Automobilverkehr werden mit Fahrzeugen aus der Mitte des 20. Jahrhunderts ausgestattet (es sind amerikanische und vor allem europäische Automodelle der 1960er und 1970er Jahre zu sehen), um einen Verfremdungseffekt zu erzielen und gleichzeitig den Abstand zur später angesiedelten Serie Battlestar Galactica glaubhaft zu machen.

## Episodenliste
| Nr. | Deutscher Titel              | Originaltitel               | Erstausstrahlung USA / Kanada | Deutschsprachige Erstausstrahlung (TNT Serie) | Regie              | Drehbuch                                            | Sender Erstausstrahlung |
| --- | ---------------------------- | --------------------------- | ----------------------------- | --------------------------------------------- | ------------------ | --------------------------------------------------- | ----------------------- |
| 1   | Pilot                        | Pilot                       | 22. Jan. 2010                 | 1. Juli 2011 a                                | Jeffrey Reiner     | Remi Aubuchon und Ronald D. Moore                   | Syfy                    |
| 2   | Wiedergeburt                 | Rebirth                     | 29. Jan. 2010                 | 15. Juli 2011                                 | Jonas Pate         | Mark Verheiden                                      | Syfy                    |
| 3   | Eine Tiefe ruft die andere   | Rains of a Waterfall        | 5. Feb. 2010                  | 22. Juli 2011                                 | Ronald D. Moore    | Michael Angeli                                      | Syfy                    |
| 4   | Totentanz                    | Gravedancing                | 19. Feb. 2010                 | 29. Juli 2011                                 | Michael W. Watkins | Jane Espenson und Michael Angeli                    | Syfy                    |
| 5   | Es gibt einen anderen Himmel | There Is Another Sky        | 26. Feb. 2010                 | 5. Aug. 2011                                  | Michael Nankin     | Kath Lingenfelter                                   | Syfy                    |
| 6   | Kenne deinen Feind           | Know Thy Enemy              | 5. März 2010                  | 12. Aug. 2011                                 | Michael Nankin     | Patrick Massett, John Zinman und Matthew B. Roberts | Syfy                    |
| 7   | Niemand ist vollkommen       | The Imperfections of Memory | 12. März 2010                 | 19. Aug. 2011                                 | Wayne Rose         | Matthew B. Roberts                                  | Syfy                    |
| 8   | Geister in der Maschine      | Ghosts in the Machine       | 19. März 2010                 | 26. Aug. 2011                                 | Wayne Rose         | Michael Taylor                                      | Syfy                    |
| 9   | Kalte Gewässer               | End of Line                 | 26. März 2010                 | 2. Sep. 2011                                  | Roxann Dawson      | Michael Taylor                                      | Syfy                    |
| 10  | Unbesiegt                    | Unvanquished                | 5. Okt. 2010                  | 9. Sep. 2011                                  | Eric Stoltz        | Ryan Mottesheard                                    | Syfy                    |
| 11  | Vergeltung                   | Retribution                 | 12. Okt. 2010                 | 16. Sep. 2011                                 | Jonas Pate         | Patrick Massett und John Zinman                     | Syfy                    |
| 12  | Doppeltes Spiel              | Things We Lock Away         | 19. Okt. 2010                 | 23. Sep. 2011                                 | Tim Hunter         | Drew Greenberg                                      | Syfy                    |
| 13  | Ungeahnte Möglichkeiten      | False Labor                 | 26. Okt. 2010                 | 30. Sep. 2011                                 | John Dahl          | Michael Taylor                                      | Syfy                    |
| 14  | Rückschlag                   | Blowback                    | 2. Nov. 2010                  | 7. Okt. 2011                                  | Omar Madha         | Kevin Murphy                                        | Space                   |
| 15  | Die Dreckfresser             | The Dirteaters              | 9. Nov. 2010                  | 14. Okt. 2011                                 | John Dahl          | Matthew B. Roberts                                  | Space                   |
| 16  | Zur Hintertür ins Paradies   | The Heavens Will Rise       | 16. Nov. 2010                 | 21. Okt. 2011                                 | Michael Nankin     | Patrick Massett und John Zinman                     | Space                   |
| 17  | Verluste                     | Here Be Dragons             | 23. Nov. 2010                 | 28. Okt. 2011                                 | Michael Nankin     | Michael Taylor                                      | Space                   |
| 18  | Tag der Abrechnung           | Apotheosis                  | 30. Nov. 2010                 | 4. Nov. 2011                                  | Jonas Pate         | Kevin Murphy und Jane Espenson                      | Space                   |

Anmerkungen:
  

## DVD-Veröffentlichung
Eine erweiterte Fassung des Pilotfilms inklusive Extras wie Audiokommentaren, Videoblogs und geschnittener Szenen wurde am 21. April 2009 weltweit auf DVD veröffentlicht. Den Zeitraum von einem Jahr zwischen der Veröffentlichung des Pilotfilms und der ersten Staffel begründet Universal Studios Home Entertainment damit, dass man es unter anderem den Fans ermöglichen wolle, noch vor den Filmarbeiten erste Rückmeldungen an die Macher der Serie zu geben.